# Conca del Pra
La Conca del Prà è una località situata in Val Pellice in provincia di Torino.

## Caratteristiche

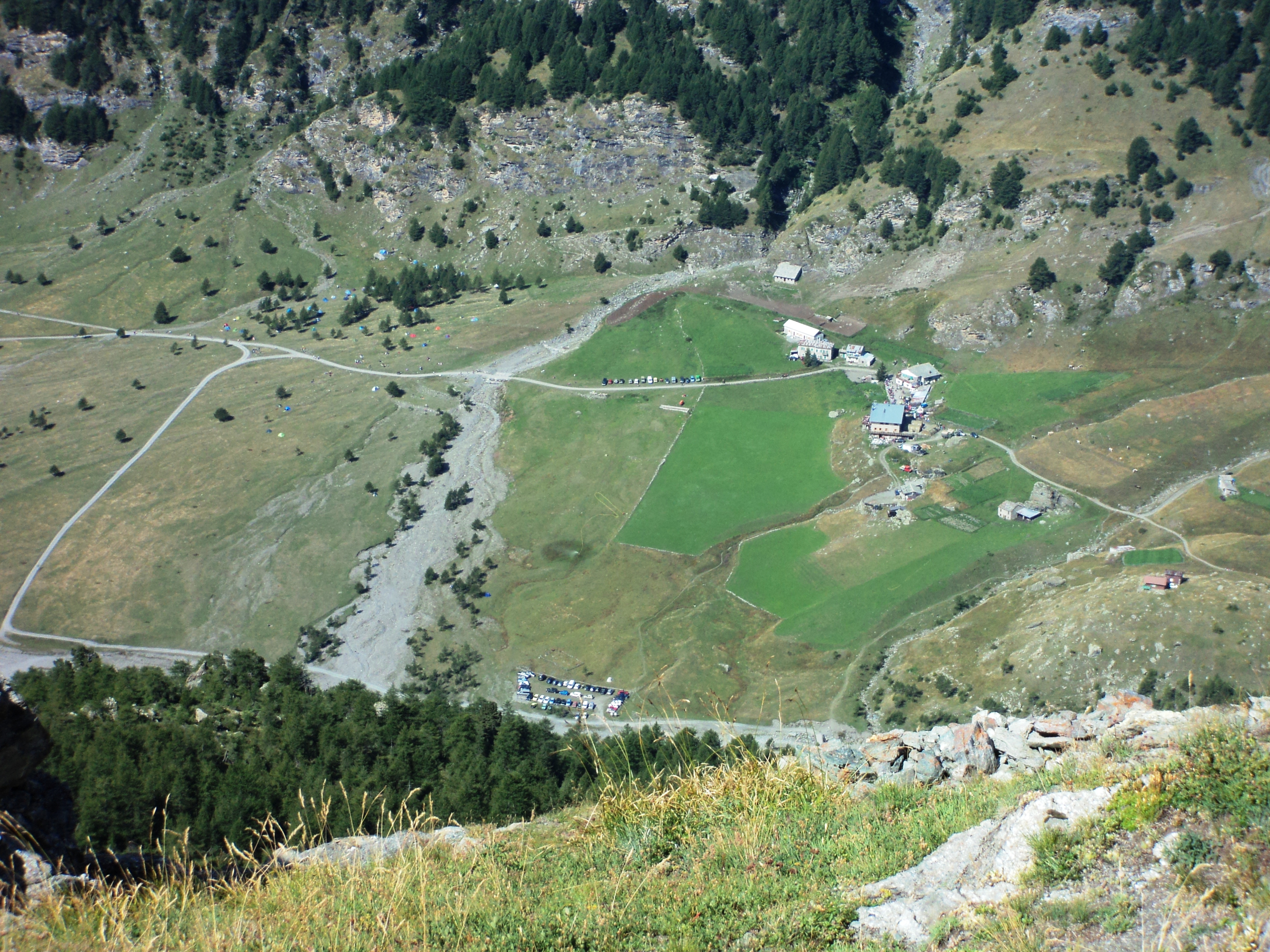
Vista dal colle Barant

Si tratta di un pianoro lungo circa tre chilometri situato sopra la frazione Villanova di Bobbio Pellice collocato ad una altezza di 1.700 - 1.800 m s.l.m.
All'inizio della conca si trova il Rifugio Willy Jervis. Più avanti si trovano alcuni alpeggi.
L'accesso alla conca avviene tramite strada sterrata. La conca è compresa nell'omonima area protetta.

## Ascensioni
Dalla conca si può salire a:
- rifugio Granero
- Colle Barant
- Colle della Croce
- Colle dell'Urina